# Diòcesi de Mondoñedo-Ferrol
La diòcesi de Mondoñedo-Ferrol és una demarcació eclesiàstica de l'Església Catòlica a Espanya, ubicada a Galícia, i amb seu a les poblacions de Mondoñedo, seu històrica del bisbat, i de Ferrol, l'església de la qual va ser elevada cocatedral a mitjan segle xx.

## Història
Es considera la diòcesi de Mondoñedo-Ferrol hereva de les diòcesis de Bretoña i Dume, ambdues erigides al segle vi a la Gal·lècia en temps dels sueus. La invasió musulmana del regne visigot va acabar amb aquestes diòcesis i les seves localitats. No obstant això, s'afirma que alguns prelats van continuar utilitzant les seves titulatures, sent la més duradora la de Dume, que va ser present almenys fins al segle xii. Els prelats de les diòcesis van fugir a Astúries i foren els de Dume els que s'establiren a Mendumeto, a l'església de San Martiño de Mondoñedo (Foz). Segons Enrique Flórez, Alfons III d'Astúries va atorgar al bisbe de Dume el mateix títol i honor a Mondoñedo i fins i tot va concedir-li les mateixes terres que havia tingut la diòcesi a tocar de Braga, però per la seva proximitat a la frontera no s'hi instal·laren. Cap a l'any la seu es va traslladar a la vall de Brea per ordre de la reina Urraca I de Lleó, i per això la diòcesi passà a anomenar-se valibriense, ubicada especifíciament a Vilamaior, això és l'actual Mondoñedo. Durant el regnat de Ferran II de Lleó la seu es va tornar a traslladar a Ribadeo, població que es creia que seria més convenient per instal·lar-hi la diòcesi. Al segle xiii la seu va tornar a establir-se a Vilamaior de Brea, on va quedar ubicada definitivament.
La seu es va mantenir sense canvis fins al segle xx. El 1959 el papa Joan XXIII va elevar l'església de San Xiao de Ferrol al rang de cocatedral diocesana, i aquesta localitat va esdevenir capital del bisbat juntament amb Mondoñedo.

## Episcopologi
La llista de bisbes, separades per les seus que va tenir la diòcesi, és la següent. Cal tenir en compte que fins al segle xiii els bisbes van anomenar-se també amb la nomenclatura de l'antiga Dume.
| Seu de San Martiño - Sabarico I (866-877) - Rosendo I (877-907) - Sabarico II (907-922) - Recaredo (923) - Rossend de Celanova (923-942) - Teodomiro (ca.969) - Armentario (983-1011) - Suero Bermúdez (1015-1022) - Nuño de Mondoñedo (1025-1027) - Adulfo (?) - Albiot (ca. 1040) - Suero II (1058-1071) - Gonçal (1071-1112) - Nuño Alfonso (1112-1136) Seu de Vilamaior de Brea o de Mondoñedo - Pelayo I (1136-1154) - Pedro I (1155-1167) - Xoan Pérez (1170-1173) - Rabinato (1177-1199) Seu de Ribadeo - Pelaio de Cebeyra (1199-1218) Retorn a Mondoñedo - Martiño (1219-1248) - Xoán de Sebastiáns (1248-1261) - Nuño Pérez (1261-1286) - Álvaro Gómez (1286-1297) - Rodrigo Vázquez (1298-1318) - Gonzalo (1319-1326) - Xoán III (1327-1329) - Álvaro Pérez de Biezma (1326-13431) - Vasco (1343-1346) - Alfonso Sánchez (1347-1366) - Francisco I (1367-1393) - Lope de Mendoza (1393-1399) - Álvaro de Isorna (1400-14151) - Xil Soutelo (1415-1425) | - Xil Rodríguez de Muros (1429-1432) - Pedro Henríquez (1426-1445) - Pedro Arias Vaamonde (1446-1448) - Alfonso de Segura (1449-1455) - Alfonso Vázquez de Acuña (1455-1457) - Fadrique de Guzmán (1452-1492?) - Alonso Suárez de Fuente del Salce (1493-1496) - Pedro de Munébrega (1498-1504) - Diego de Muros (1505-1512) - Diego Pérez de Villamuriel (1513-1520) - Xerome Suárez Maldonado (1523-1532) - Pedro Pacheco (1533-1537) - Antonio de Guevara (1537-1545) - Diego de Soto (1546-1549) - Francisco de Santa María Benavides (1550-1558) - Pedro Maldonado (1559-1566) - Gonzalo de Solórzano (1566-1570) - Antonio Luján (1570-1572) - Xoán Liermo (1573-1582) - Isidro Caja de la Xara (1583-1593) - Gonzalo Gutiérrez Mantilla (1595-1599) - Diego González Samaniego (1599-1611) - Alfonso Mesía Tover (1612-1616) - Pedro Fernández Zorrilla (1616-1618) - Rafael Díaz de Cabrera (1618-1630) - Francisco de Villafañe (1632-1633) - Fernando Olea (no va prendre possessió) - Antonio de Valdés (1634-1636) - Gonzalo Sánchez de Somoza e Quiroga (1638-1644) - Xoán Xuaniz de Echalaz (1645-1648) - Francisco de Torres Grixalba (1648-1662) - Dionisio Pérez de Escobosa (1663-1668) - Luis Tello de Olivares (1669-1671) - Sebastián de Arévalo (1672-1682) - Gabriel Ramírez de Avellano (1682-1689) - Miguel Quixada (1690-1698) - Manuel Navarrete e Ladrón de Guevara (1699-1705) - Xoán Muñoz e Salcedo (1705-1728) - Antonio Alexandro Sarmiento de Soutomaior (1728-1751) | - Xoán de Escobar e Carrera (mor recent consagrat) - Carlos Riomol e Quiroga (1753-1761) - Xosé Francisco Losada e Quiroga (1762-1779) - Francisco Cuadrillero e Mota (1781-1197) - Andrés Aguiar e Caamaño (1798-18151) - Bartolomé Cienfuegos (1816-1827) - Francisco López Borricán (1827-1839) - Tomé Iglesias Barcones (1850-1851) - Telmo Maceira (1853-1857) - Ponciano de Arciniega (1857-1868) - Francisco Sales Crespo e Bautista (1875-1877) - Xosé Manuel Palacios López (1878-1885) - José María Cos y Macho (1886-1889) - Manuel Fernández de Castro (1890-1905) - Xoán Xosé Solís e Fernández (1907-1931) - Rafael Balanzá Navarro (1931-1935) - Benjamín de Arriba y Castro (1935-1944) - Fernando Quiroga Palacios (1946-1949) - Mariano Vega Mestre (1951-1957) Seu de Mondoñedo-Ferrol - Jacinto Argaya Goicoechea (1957-1969) - Miguel Ángel Araújo Iglesias (1970-1985) - José Gea Escolano (1987-2005) - Manuel Sánchez Monge (2005-Act.) |